# Klokan antilopí
Klokan antilopí (Osphranter antilopinus) je statný druh klokana, který se vyskytuje na severu Austrálie. Jedná se o společenského vačnatce, který se často vyskytuje v menších skupinkách.

## Systematika
Popis druhu obstaral John Gould, který v roce 1841 prezentoval Londýnské zoologické společnosti popis 4 nových druhů klokanů, mj. i Osphranter antilopinus, tedy klokana antilopího. Druhové jméno antilopinus („antilopí“) Gould zvolil na základě podobnosti kůže klokana s antilopami. Popis byl nicméně publikován až o rok později v roce 1842. Typová lokalita druhu je Port Essington. Gould zařadil tohoto nově popsaného vačnatce do rodu Osphranter a označil jej za typový druh tohoto rodu. Rod Osphranter byl později ponížen na podrod v rámci rodu Macropus, moderní taxonomie uznává Osphranter za samostatný rod v rámci klokanovitých.

## Popis
Tento statný klokan se vyznačuje výraznou pohlavní dvojtvárností. Zatímco samci dosahují výšky až 120 cm, samice měří do 84 cm. Ocas samců může být až 90 cm dlouhý, u samic do 70 cm. Samec váží až 49 kg, samice 20 kg. Krátká srst klokan je svrchu načervenalá a na spodině bělavá. Samice mají šedavější hlavu, krk a ramena. Tváře jsou bledší než konec čenichu, což může někdy vypadat jako široký pruh přes tváře. Uši jsou ve střední části a při okrajích světlejší. Statný světlý ocas je docela dlouhý a stejně tlustý po většině své délky.

## Výskyt
Stanoviště druhu tvoří monzunové tropické lesy otevřenějšího typu s eukalypty a s dostatečným množstvím travnatých ploch. Vyskytuje se i v regenerativních lesích a v otevřené travnaté krajině. Klokan antilopí je endemický Austrálii, kde se vyskytuje v severním cípu země, konkrétně v severním Queenslandu, severní části Severních Teritorií a severovýchodní Západní Austrálii.

## Biologie
Typicky se vyskytuje v rovinatých biotopech, vzácněji však může obývat i kopcovitější oblasti. Někdy se objevuje samostatně nebo v páru, jindy ve skupinách o 3–8 klokanech různého pohlaví a někdy dokonce ve větších skupinách až o 30 a více jedincích.
Během nižších teplot (při zatažené obloze nebo v době monzunů) je aktivní ve kteroukoliv denní dobu. V době vysokých teplot během období sucha však tráví většinu dne odpočinkem ve stínu stromů a skal, nejlépe nedaleko vodního zdroje. Potravu začíná hledat v pozdním odpoledni, kdy teploty začínají pomalu klesat. Hlavní složku jídelníčku tvoří tráva. K rozmnožování může dojít celoročně, avšak vrcholná doba vrhů patrně nastává koncem monzunového období a na počátku období sucha. 

## Ohrožení
Mezinárodní svaz ochrany přírody hodnotí klokana antilopího jako málo dotčený druh. I když populace druhu patrně klesá, jedná se jen o velmi pozvolný a pomalý pokles, za kterým stojí hlavně negativní vlivy zemědělství, lov domorodými komunitami nebo nevhodný management lesních požárů.